# Madagaszkár a 2013-as úszó-világbajnokságon
Madagaszkár három úszóval vett részt a 2013-as úszó-világbajnokságon, akik öt versenyszámban indultak.

## Úszás
Férfi
| Versenyző               | Verseny                   | Selejtező | Selejtező | Elődöntő          | Elődöntő          | Döntő             | Döntő             |
| Versenyző               | Verseny                   | Idő       | Helyezés  | Idő               | Helyezés          | Idő               | Helyezés          |
| ----------------------- | ------------------------- | --------- | --------- | ----------------- | ----------------- | ----------------- | ----------------- |
| Andrianirina Lalonomena | 200 méteres pillangóúszás | 2:33.87   | 34.       | Nem jutott tovább | Nem jutott tovább | Nem jutott tovább | Nem jutott tovább |
| Anthony Ralefy          | 50 méteres pillangóúszás  | 25.53     | 49.       | Nem jutott tovább | Nem jutott tovább | Nem jutott tovább | Nem jutott tovább |
| Anthony Ralefy          | 100 méteres pillangóúszás | 56.48     | =46.      | Nem jutott tovább | Nem jutott tovább | Nem jutott tovább | Nem jutott tovább |

Női
| Versenyző                 | Verseny                   | Selejtező | Selejtező | Elődöntő          | Elődöntő          | Döntő             | Döntő             |
| Versenyző                 | Verseny                   | Idő       | Helyezés  | Idő               | Helyezés          | Idő               | Helyezés          |
| ------------------------- | ------------------------- | --------- | --------- | ----------------- | ----------------- | ----------------- | ----------------- |
| Amboaratiana Domoinannava | 100 méteres pillangóúszás | 1:09.30   | 49.       | Nem jutott tovább | Nem jutott tovább | Nem jutott tovább | Nem jutott tovább |
| Amboaratiana Domoinannava | 200 méteres pillangóúszás | 2:40.51   | 26.       | Nem jutott tovább | Nem jutott tovább | Nem jutott tovább | Nem jutott tovább |